# مقاطعة كران ومنجان
مقاطعة كُران ومُنجان (بالفارسية: ولسوالی کران و منجان) هي واحدة من 28 مقاطعة من ولاية بدخشان في شرق أفغانستان. تقع في جبال هندو كوش، وهي موطن لحوالي 8000 نسمة. المركز الإداري للمنطقة هو كران ومنجان.
تقع المنطقة في الركن الجنوبي الغربي من الولاية، ويحدها من الجانب الشمالي الشرقي مقاطعتي جورم وزيباك. معظم حدود المقاطعة متاخمة لولايات أفغانية أخرى، لكن قسمًا صغيرًا جدًا على الحافة الشرقية للمقاطعة يقع على الحدود الدولية بين أفغانستان وباكستان.
كان مركز زلزال هندوكوش في 26 أكتوبر 2015 على بعد 45 كم شمال المقاطعة.

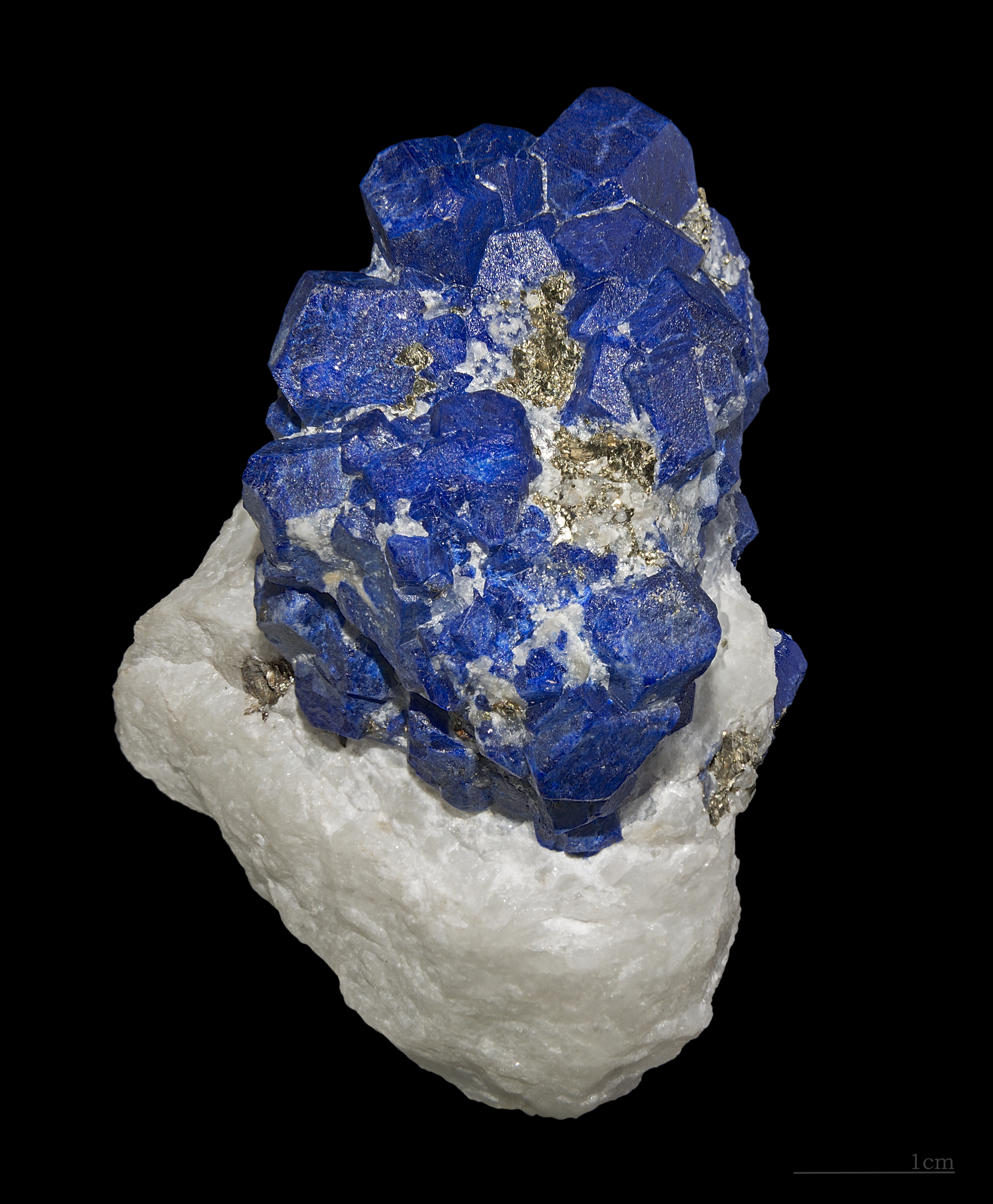
عينة لازوريت من سر سنغ، مقاطعة كوران ومونجان، حيث يُستخرج الكثير من أفضل أنواع اللازورد في العالم.